# Kreisreformen in Bayern
Der Artikel Kreisreformen in Bayern erfasst die Durchführung von Gebietsreformen auf der Kreisebene nach heutigem Verständnis, also einerseits der kreisunmittelbaren bzw. kreisfreien Städte und andererseits der Bezirksämter (Bezeichnung bis 1939) bzw. Landkreise. In Bayern wurden ursprünglich die Regierungsbezirke als Kreise und die heutigen Landkreise als Bezirke bezeichnet, was sich in dieser Form auch noch in der Verfassung des Freistaates Bayern vom 2. Dezember 1946 findet.

## 1862 bis 1879
- 1862, 1. Juli:

Ausgliederung
- der Stadt Freising aus dem Bezirksamt Freising

- 1862, 1. Oktober:

Umbenennung
- des Bezirksamtes Göggingen in Bezirksamt Augsburg

- 1863, 16. Juli:

Ausgliederung
- der Stadt Weißenburg in Bayern aus dem Bezirksamt Weißenburg in Bayern

- 1864, 1. Januar:

Vergrößerung
- der kreisunmittelbaren Stadt München um die Gemeinde Ramersdorf des Bezirksamtes München rechts der Isar

- 1865:

Änderung der Schreibweise
- des Bezirksamtes Cusel in Bezirksamt Kusel

- 1865, 4. August:

Vergrößerung
- des Bezirksamtes Füssen um die Gemeinde Schwangau des Bezirksamtes Schongau

- 1865, 1. Oktober:

Vergrößerung
- der kreisunmittelbaren Stadt Nürnberg um die Gemeinde Steinbühl des Bezirksamtes Nürnberg
- des Bezirksamtes Mindelheim um die Gemeinden Oberegg und Unteregg des Bezirksamtes Memmingen
- des Bezirksamtes Zusmarshausen um die Gemeinden Baiershofen und Hennhofen des Bezirksamtes Dillingen an der Donau

- 1866, 3. Oktober:

Vergrößerung
- des Bezirksamtes Ebern um die Gemeinden Bramberg und Hofstetten des Bezirksamtes Königshofen im Grabfeld

- 1868:

Vergrößerung
- des Bezirksamtes Zweibrücken um die Gemeinde Biedershausen des Bezirksamtes Homburg

- 1868, 15. April:

Umgliederung
- des Bezirksamtes Gersfeld in die preußische Provinz Hessen-Nassau

Vergrößerung
- des Kreises Gelnhausen der preußische Provinz Hessen-Nassau um die Gemeinden Alsberg, Aufenau, Burgjoß, Höchst, Kassel, Lettgenbrunn, Mernes, Neudorf, Oberndorf, Pfaffenhausen, Wirtheim und Orb des Bezirksamtes Gemünden am Main

- 1870, 1. April:

Ausgliederung
- der Stadt Rosenheim aus dem Bezirksamt Rosenheim

- 1870, 4. Juni:

Vergrößerung
- der kreisunmittelbaren Stadt Passau um die Gemeinde Sankt Nikola des Bezirksamtes Passau

- 1870, 1. August:

Ausgliederung
- der Stadt Kitzingen aus dem Bezirksamt Kitzingen

- 1871, 10. März:

Vergrößerung
- des Bezirksamtes Schweinfurt um die Gemeinde Brebersdorf des Bezirksamtes Karlstadt

- 1871, 20. März:

Vergrößerung
- des Bezirksamtes Donauwörth um die Gemeinde Druisheim des Bezirksamtes Wertingen

- 1871, 22. März:

Vergrößerung
- des Bezirksamtes Tirschenreuth um die Gemeinde Voithenthan des Bezirksamtes Kemnath

- 1872, 1. April:

Ausgliederung
- der Stadt Günzburg aus dem Bezirksamt Günzburg

- 1872, 1. Oktober:

Auflösung
- des Bezirksamtes Volkach und Aufteilung auf die Bezirksämter Gerolzhofen und Kitzingen

Eingliederung
- des Bezirksamtes Gemünden am Main in das Bezirksamt Lohr am Main

Vergrößerung
- des Bezirksamtes Gerolzhofen um die Gemeinden des Amtsgerichts Volkach des Bezirksamtes Volkach
- des Bezirksamtes Kitzingen um die Gemeinden des Amtsgerichts Dettelbach des Bezirksamtes Volkach
- des Bezirksamtes Lohr am Main um das Bezirksamt Gemünden am Main
- des Bezirksamtes Marktheidenfeld um Gemeinden des Bezirksamtes Lohr am Main

- 1873, 21. Oktober:

Vergrößerung
- des Bezirksamtes Lohr am Main um die Gemeinde Pflochsbach des Bezirksamtes Marktheidenfeld

- 1874, 1. November:

Vergrößerung
- des Bezirksamtes Landsberg am Lech um die Gemeinden Mundraching und Stadl des Bezirksamtes Schongau

- 1875:

Vergrößerung
- des Bezirksamtes Mallersdorf um Gemeinden des Bezirksamtes Rottenburg an der Laaber

- 1876, 1. Juli:

Ausgliederung
- der Stadt Traunstein aus dem Bezirksamt Traunstein

- 1877, 1. Januar:

Vergrößerung
- der kreisunmittelbaren Stadt München um die Gemeinde Untersendling des Bezirksamtes München links der Isar

- 1877, 1. Juni:

Ausgliederung
- der Stadt Landsberg am Lech aus dem Bezirksamt Landsberg am Lech

- 1878, 1. Januar:

Ausgliederung
- der Stadt Dillingen an der Donau aus dem Bezirksamt Dillingen an der Donau

- 1879, 1. Oktober:

Ausgliederung
- der Stadt Deggendorf aus dem Bezirksamt Deggendorf

- 1879, 20. Oktober:

Umbenennung
- des Bezirksamtes Werdenfels in Bezirksamt Garmisch

## 1880 bis 1914
- 1880, 1. Januar:

Auflösung
- des Bezirksamtes Heilsbronn und Aufteilung auf die Bezirksämter Ansbach, Gunzenhausen und Schwabach
- des Bezirksamtes Hemau und Aufteilung auf die Bezirksämter Beilngries, Parsberg und Stadtamhof
- des Bezirksamtes München links der Isar und Aufteilung auf die Bezirksämter München I und München II
- des Bezirksamtes München rechts der Isar und Aufteilung auf die Bezirksämter München I und München II
- des Bezirksamtes Velburg und Aufteilung auf die Bezirksämter Neumarkt in der Oberpfalz und Parsberg

Eingliederung
- des Bezirksamtes Teuschnitz in das Bezirksamt Kronach
- des Bezirksamtes Wegscheid in das Bezirksamt Passau

Neubildung
- des Bezirksamtes Hilpoltstein aus Gemeinden der Bezirksämter Beilngries und Neumarkt in der Oberpfalz
- des Bezirksamtes München I aus Gemeinden der Bezirksämter München links der Isar und München rechts der Isar sowie der Gemeinde Peiß des Bezirksamtes Rosenheim
- des Bezirksamtes München II aus Gemeinden der Bezirksämter München links der Isar und München rechts der Isar
- des Bezirksamtes Parsberg aus Gemeinden der Bezirksämter Hemau und Velburg

Vergrößerung
- des Bezirksamtes Ansbach um die meisten Gemeinden des Bezirksamtes Heilsbronn
- des Bezirksamtes Augsburg um Gemeinden der Bezirksämter Krumbach (Schwaben) und Mindelheim
- des Bezirksamtes Beilngries um Gemeinden des Bezirksamtes Hemau
- des Bezirksamtes Donauwörth um Gemeinden des Bezirksamtes Dillingen an der Donau und die Gemeinde Nordendorf des Bezirksamtes Wertingen
- des Bezirksamtes Füssen um Gemeinden des Bezirksamtes Schongau
- des Bezirksamtes Günzburg um Gemeinden des Bezirksamtes Dillingen an der Donau
- des Bezirksamtes Gunzenhausen um Gemeinden des Bezirksamtes Heilsbronn und die Gemeinde Fünfbronn des Bezirksamtes Schwabach
- des Bezirksamtes Hersbruck um Gemeinden des Bezirksamtes Eschenbach in der Oberpfalz
- des Bezirksamtes Hof um Gemeinden des Bezirksamtes Rehau
- des Bezirksamtes Ingolstadt um Gemeinden des Bezirksamtes Neuburg an der Donau
- des Bezirksamtes Kaufbeuren um Gemeinden des Bezirksamtes Mindelheim
- des Bezirksamtes Kissingen um Gemeinden des Bezirksamtes Hammelburg
- des Bezirksamtes Kitzingen um die Gemeinde Wiesenbronn des Bezirksamtes Gerolzhofen
- des Bezirksamtes Kronach um das Bezirksamt Teuschnitz und Gemeinden des Bezirksamtes Stadtsteinach
- des Bezirksamtes Krumbach (Schwaben) um Gemeinden der Bezirksämter Illertissen und Mindelheim
- des Bezirksamtes Lichtenfels um die Gemeinden Buckendorf des Bezirksamtes Ebermannstadt und Fesselsdorf des Bezirksamtes Kulmbach
- des Bezirksamtes Lohr am Main um Gemeinden der Bezirksämter Aschaffenburg und Marktheidenfeld
- des Bezirksamtes Marktheidenfeld um die Gemeinde Wildensee des Bezirksamtes Obernburg am Main
- des Bezirksamtes Memmingen um Gemeinden des Bezirksamtes Illertissen
- des Bezirksamtes Miltenberg um die Gemeinde Großheubach des Bezirksamtes Obernburg am Main
- des Bezirksamtes Mühldorf am Inn um Gemeinden des Bezirksamtes Wasserburg am Inn
- des Bezirksamtes Neuburg an der Donau um Gemeinden der Bezirksämter Aichach und Donauwörth
- des Bezirksamtes Neumarkt in der Oberpfalz um Gemeinden des Bezirksamtes Velburg
- des Bezirksamtes Neustadt an der Waldnaab um Gemeinden des Bezirksamtes Kemnath
- des Bezirksamtes Neu-Ulm um Gemeinden des Bezirksamtes Illertissen
- des Bezirksamtes Oberdorf um die Gemeinde Lengenwang des Bezirksamtes Füssen
- des Bezirksamtes Passau um das Bezirksamt Wegscheid
- des Bezirksamtes Regensburg um Gemeinden des Bezirksamtes Roding
- des Bezirksamtes Rothenburg ob der Tauber um Gemeinden des Bezirksamtes Ansbach und die Gemeinde Preuntsfelden des Bezirksamtes Uffenheim
- des Bezirksamtes Schwabach um Gemeinden des Bezirksamtes Heilsbronn
- des Bezirksamtes Stadtamhof um Gemeinden der Bezirksämter Hemau, Kelheim und Roding
- des Bezirksamtes Straubing um die Gemeinde Pittrich des Bezirksamtes Regensburg
- des Bezirksamtes Tirschenreuth um Gemeinden des Bezirksamtes Kemnath
- des Bezirksamtes Traunstein um Gemeinden des Bezirksamtes Laufen
- des Bezirksamtes Uffenheim um Gemeinden des Bezirksamtes Ansbach
- des Bezirksamtes Vilshofen um die Gemeinde Eging des Bezirksamtes Passau
- des Bezirksamtes Weißenburg in Bayern um Gemeinden des Bezirksamtes Neumarkt in der Oberpfalz
- des Bezirksamtes Wertingen um die Gemeinde Riedsend des Bezirksamtes Dillingen an der Donau
- des Bezirksamtes Würzburg um die Gemeinde Geroldshausen des Bezirksamtes Ochsenfurt

- 1881, 1. April:

Vergrößerung
- des Bezirksamtes Weilheim in Oberbayern um die Gemeinde Raisting des Bezirksamtes Landsberg am Lech

- 1883, 24. April:

Umbenennung
- des Bezirksamtes Kissingen in Bezirksamt Bad Kissingen

- 1883, 1. Juli:

Vergrößerung
- des Bezirksamtes Obernburg am Main um die Gemeinde Wildensee des Bezirksamtes Marktheidenfeld (Rückgliederung)

- 1886, 1. Juli:

Neubildung
- des Bezirksamtes Ludwigshafen am Rhein aus den Gemeinden des Amtsgerichts Ludwigshafen am Rhein des Bezirksamtes Speyer

- 1888, 1. Juli:

Neubildung
- des Bezirksamtes Teuschnitz aus den Gemeinden der Amtsgerichte Ludwigsstadt und  Nordhalben des Bezirksamtes Kronach
- des Bezirksamtes Wegscheid aus den Gemeinden des Amtsgerichts Wegscheid des Bezirksamtes Passau

- 1889, 1. Januar:

Ausgliederung
- der Stadt Forchheim aus dem Bezirksamt Forchheim

Vergrößerung
- des Bezirksamtes Lohr am Main um die Gemeinde Steinbach des Bezirksamtes Karlstadt

- 1890, 1. Januar:

Ausgliederung
- der Stadt Kulmbach aus dem Bezirksamt Kulmbach

Vergrößerung
- der kreisunmittelbaren Stadt München um die Gemeinde Neuhausen des Bezirksamtes München I

- 1890, 20. November:

Vergrößerung
- der kreisunmittelbaren Stadt München um die Gemeinde Schwabing des Bezirksamtes München I

- 1891, 1. Januar:

Vergrößerung
- des Bezirksamtes Mallersdorf um die Gemeinden Ergoldsbach und Prinkofen des Bezirksamtes Rottenburg an der Laaber

- 1891, 1. März:

Ausgliederung
- der Stadt Neu-Ulm aus dem Bezirksamt Neu-Ulm

- 1892, 1. Januar:

Vergrößerung
- der kreisunmittelbaren Stadt München um die Gemeinde Bogenhausen des Bezirksamtes München I

- 1895, 1. Januar:

Vergrößerung
- des Bezirksamtes Nürnberg um die Gemeinde Hagenhausen des Bezirksamtes Neumarkt in der Oberpfalz

- 1898, 1. Januar:

Vergrößerung
- der kreisunmittelbaren Stadt Nürnberg um die Gemeinde Sündersbühl des Bezirksamtes Nürnberg
- des Bezirksamtes Hersbruck um die Gemeinden Breitenbrunn, Kucha und Offenhausen des Bezirksamtes Nürnberg

- 1899, 1. Januar:

Vergrößerung
- der kreisunmittelbaren Stadt München um die Gemeinde Nymphenburg des Bezirksamtes München I
- der kreisunmittelbaren Stadt Nürnberg um die Gemeinden Erlenstegen, Gibitzenhof, Gleißhammer, Großreuth bei Schweinau, Großreuth hinter der Veste, Höfen, Kleinreuth hinter der Veste, Mögeldorf, Schniegling, Schoppershof, Schweinau, Thon und Wetzendorf des Bezirksamtes Nürnberg

- 1899, 20. Juni:

Umbenennung
- des Bezirksamtes Tölz in Bezirksamt Bad Tölz

- 1900, 1. Januar:

Vergrößerung
- der kreisunmittelbaren Stadt Fürth um die Gemeinde Poppenreuth des Bezirksamtes Fürth
- der kreisunmittelbaren Stadt München um die Gemeinden Laim und Thalkirchen des Bezirksamtes München I
- des Bezirksamtes Nürnberg um die Gemeinde Eismannsberg des Bezirksamtes Neumarkt in der Oberpfalz
- des Bezirksamtes Rosenheim um die Gemeinden Breitbrunn, Chiemsee, Gstadt und Eggstätt des Bezirksamtes Traunstein

- 1900, 1. Oktober:

Neubildung
- des Bezirksamtes Aibling aus den Gemeinden des Amtsgerichts Aibling des Bezirksamtes Rosenheim
- des Bezirksamtes Hofheim in Unterfranken aus den Gemeinden des Amtsgerichts Hofheim des Bezirksamtes Königshofen im Grabfeld
- des Bezirksamtes Schwabmünchen aus den Gemeinden des Amtsgerichts Schwabmünchen des Bezirksamtes Augsburg
- des Bezirksamtes Oberviechtach aus den Gemeinden des Amtsgerichts Oberviechtach des Bezirksamtes Neunburg vorm Wald

- 1900, 1. Dezember:

Neubildung
- des Bezirksamtes Rockenhausen aus 65 Gemeinden der Bezirksämter Kaiserslautern und Kirchheimbolanden

- 1901, 1. Januar:

Vergrößerung
- der kreisunmittelbaren Stadt Fürth um die Gemeinde Dambach des Bezirksamtes Fürth

- 1901, 1. März:

Vergrößerung
- der kreisunmittelbaren Stadt Aschaffenburg um die Gemeinde Leider des Bezirksamtes Aschaffenburg

- 1901, 1. Juli:

Vergrößerung
- der kreisunmittelbaren Stadt Aschaffenburg um die Gemeinde Damm des Bezirksamtes Aschaffenburg

- 1901, 1. Oktober:

Neubildung
- des Bezirksamtes Mainburg aus den Gemeinden des Amtsgerichts Mainburg des Bezirksamtes Rottenburg an der Laaber

- 1902, 1. Januar:

Vergrößerung
- der kreisunmittelbaren Stadt Kulmbach um die Gemeinde Blaich des Bezirksamtes Kulmbach

- 1902, 1. Oktober:

Auflösung
- des Bezirksamtes München II und Aufteilung auf die Bezirksämter Starnberg und Wolfratshausen

Neubildung
- des Bezirksamtes Dürkheim aus 19 Gemeinden des Bezirksamtes Neustadt an der Haardt
- des Bezirksamtes Sankt Ingbert aus 29 Gemeinden des Bezirksamtes Zweibrücken
- des Bezirksamtes Starnberg aus 40 Gemeinden des Bezirksamtes München II
- des Bezirksamtes Wolfratshausen aus 37 Gemeinden des Bezirksamtes München II

Umbenennung
- des Bezirksamtes München I in Bezirksamt München

- 1903, 1. Januar:

Ausgliederung
- der Stadt Neumarkt in der Oberpfalz aus dem Bezirksamt Neumarkt in der Oberpfalz

- 1903, 1. Oktober:

Neubildung
- des Bezirksamtes Gemünden am Main aus den Gemeinden des Amtsgerichts Gemünden des Bezirksamtes Lohr am Main

- 1904, 1. Januar:

Vergrößerung
- der kreisunmittelbaren Stadt Regensburg um die Gemeinde Karthaus-Prüll des Bezirksamtes Stadtamhof

- 1904, 1. Juli:

Vergrößerung
- des Bezirksamtes Cham um die Gemeinde Sengenbühl des Bezirksamtes Kötzting

- 1905, 1. Januar:

Vergrößerung
- der kreisunmittelbaren Stadt Freising um die Gemeinde Neustift des Bezirksamtes Freising
- des Bezirksamtes Lohr am Main um die Gemeinde Halsbach des Bezirksamtes Gemünden am Main

- 1906, 1. April:

Vergrößerung
- der kreisunmittelbaren Stadt Hof um die Gemeinden Hofeck und Moschendorf des Bezirksamtes Hof

- 1908, 1. Januar:

Ausgliederung
- der Stadt Bad Kissingen aus dem Bezirksamt Bad Kissingen

Vergrößerung
- der kreisunmittelbaren Stadt Neu-Ulm um die Gemeinde Offenhausen des Bezirksamtes Neu-Ulm

- 1908, 6. August:

Umbenennung
- des Bezirksamtes Bruck in Bezirksamt Fürstenfeldbruck

- 1908, 16. Oktober:

Neubildung
- des Bezirksamtes Lauf an der Pegnitz aus den Gemeinden des Amtsgerichts Lauf an der Pegnitz des Bezirksamtes Hersbruck
- des Bezirksamtes Riedenburg aus den Gemeinden des Amtsgerichts Riedenburg des Bezirksamtes Beilngries

- 1909, 1. Januar:

Vergrößerung
- der kreisunmittelbaren Stadt Passau um die Gemeinde Haidenhof des Bezirksamtes Passau

- 1909, 6. April:

Umbenennung
- des Bezirksamtes Oberdorf in Bezirksamt Marktoberdorf

- 1910, 1. Januar:

Ausgliederung
- der Stadt Landau in der Pfalz aus dem Bezirksamt Landau in der Pfalz

Vergrößerung
- des Bezirksamtes Wertingen um die Gemeinde Lauterbach des Bezirksamtes Donauwörth

- 1910, 1. Juli:

Vergrößerung
- der kreisunmittelbaren Stadt Augsburg um die Gemeinde Meringerau des Bezirksamtes Friedberg

- 1911, 1. Januar:

Vergrößerung
- der kreisunmittelbaren Stadt Augsburg um die Gemeinden Oberhausen und Pfersee des Bezirksamtes Augsburg
- des Bezirksamtes Hersbruck um die Gemeinde Alfeld des Bezirksamtes Sulzbach

- 1912, 1. Januar:

Vergrößerung
- der kreisunmittelbaren Stadt München um die Gemeinde Forstenried des Bezirksamtes München

- 1913, 1. Januar:

Vergrößerung
- der kreisunmittelbaren Stadt Augsburg um die Gemeinden Hochzoll und Lechhausen des Bezirksamtes Friedberg
- des Bezirksamtes Garmisch um die Gemeinden Kohlgrub und Saulgrub des Bezirksamtes Schongau

- 1913, 1. April:

Vergrößerung
- der kreisunmittelbaren Stadt München um die Gemeinde Milbertshofen des Bezirksamtes München

- 1913, 1. Juli:

Vergrößerung
- der kreisunmittelbaren Stadt München um die Gemeinden Berg am Laim, Moosach und Oberföhring des Bezirksamtes München

- 1914, 1. Januar:

Vergrößerung
- der kreisunmittelbaren Stadt Traunstein um die Gemeinde Au des Bezirksamtes Traunstein
- des Bezirksamtes Friedberg um die Gemeinde Unterbergen des Bezirksamtes Landsberg am Lech
- des Bezirksamtes Pfarrkirchen um die Gemeinde Asenham des Bezirksamtes Griesbach

## 1915 bis 1928
- 1915, 1. Januar:

Vergrößerung
- des Bezirksamtes Friedberg um die Gemeinde Schmiechen des Bezirksamtes Landsberg am Lech

- 1916, 1. April:

Vergrößerung
- der kreisunmittelbaren Stadt Augsburg um die Gemeinde Kriegshaber des Bezirksamtes Augsburg

- 1918, 1. Januar:

Vergrößerung
- der kreisunmittelbaren Stadt Fürth um die Gemeinde Unterfarrnbach des Bezirksamtes Fürth

- 1919, 1. Januar:

Ausgliederung
- der Stadt Weiden in der Oberpfalz aus dem Bezirksamt Neustadt an der Waldnaab

- 1919, 1. Juli:

Ausgliederung
- der Stadt Selb aus dem Bezirksamt Rehau

- 1919, 1. Dezember:

Ausgliederung
- der Stadt Marktredwitz aus dem Bezirksamt Wunsiedel

Vergrößerung
- der kreisunmittelbaren Stadt Schweinfurt um die Gemeinde Oberndorf des Bezirksamtes Schweinfurt

- 1920, 1. Januar:

Ausgliederung
- der Stadt Schwandorf aus dem Bezirksamt Burglengenfeld

- 1920, 1. März:

Ausgliederung
- der Stadt Frankenthal aus dem Bezirksamt Frankenthal
- der Stadt Kaiserslautern aus dem Bezirksamt Kaiserslautern
- der Stadt Ludwigshafen am Rhein aus dem Bezirksamt Ludwigshafen am Rhein
- der Stadt Neustadt an der Haardt aus dem Bezirksamt Neustadt an der Haardt
- der Stadt Pirmasens aus dem Bezirksamt Pirmasens
- der Stadt Speyer aus dem Bezirksamt Speyer am Rhein
- der Stadt Zweibrücken aus dem Bezirksamt Zweibrücken

- 1920, 1. Juli:

Auflösung
- des in Bayern verbliebenen Teils des Bezirksamtes Homburg und Aufteilung auf die Bezirksämter Kaiserslautern, Kusel und Zweibrücken

Umgliederung
- der kreisunmittelbaren Stadt Coburg und des Bezirksamtes Coburg nach Bayern
- der kreisunmittelbaren Stadt Neustadt bei Coburg nach Bayern
- der kreisunmittelbaren Stadt Rodach bei Coburg nach Bayern

Vergrößerung
- des Bezirksamtes Hofheim in Unterfranken um die kreisunmittelbare Stadt Königsberg in Franken sowie die Gemeinden Altershausen, Dörflis, Erlsdorf, Hellingen, Köslau, Kottenbrunn und Nassach des Bezirksamtes Coburg (Exklaven des ehemaligen Freistaates Coburg)
- des Bezirksamtes Kaiserslautern um Gemeinden des Bezirksamtes Homburg
- des Bezirksamtes Kusel um Gemeinden des Bezirksamtes Homburg
- des Bezirksamtes Zweibrücken um Gemeinden des Bezirksamtes Homburg

- 1920, 1. August:

Vergrößerung
- der kreisunmittelbaren Stadt Nürnberg um die Gemeinde Ziegelstein des Bezirksamtes Nürnberg

- 1920, 1. Oktober:

Umgliederung
- des Bezirksamtes Homburg ins Saargebiet
- des Bezirksamtes Sankt Ingbert ins Saargebiet

- 1922, 1. Februar:

Vergrößerung
- der kreisunmittelbaren Stadt Lindau (Bodensee) um die Gemeinden Aeschach, Hoyren und Reutin des Bezirksamtes Lindau (Bodensee)

- 1922, 15. Juni:

Vergrößerung
- der kreisunmittelbaren Stadt Nürnberg um die Gemeinde Reichelsdorf und einen Teil der Gemeinde Deutenbach des Bezirksamtes Schwabach
- des Bezirksamtes Nürnberg um einen Teil der Gemeinde Deutenbach des Bezirksamtes Schwabach (Umgliederung nach Stein)

- 1923, 1. Juli:

Vergrößerung
- der kreisunmittelbaren Stadt Passau um die Gemeinde Beiderwies des Bezirksamtes Passau

- 1923, 1. August:

Vergrößerung
- der kreisunmittelbaren Stadt Erlangen um die Gemeinde Büchenbach des Bezirksamtes Höchstadt an der Aisch

- 1923, 1. November:

Vergrößerung
- der kreisunmittelbaren Stadt Nürnberg um die Gemeinden Almoshof, Lohe, Schnepfenreuth und Zerzabelshof des Bezirksamtes Nürnberg sowie die Gemeinde Schnepfenreuth des Bezirksamtes Fürth

- 1923, 3. Dezember:

Vergrößerung
- der kreisunmittelbaren Stadt Fürth um die Gemeinde Burgfarrnbach des Bezirksamtes Fürth

- 1924, 1. April:

Vergrößerung
- der kreisunmittelbaren Stadt Regensburg um die Gemeinden Reinhausen, Sallern, Schwabelweis, Steinweg, Weichs und Winzer des Bezirksamtes Stadtamhof

- 1924, 1. Mai:

Vergrößerung
- der kreisunmittelbaren Stadt Nürnberg um die Gemeinde Buch des Bezirksamtes Fürth

- 1924, 15. September:

Vergrößerung
- der kreisunmittelbaren Stadt Erlangen um die Gemeinde Bruck des Bezirksamtes Erlangen

- 1926, 1. Januar:

Vergrößerung
- der kreisunmittelbaren Stadt Zweibrücken um die Gemeinde Bubenhausen des Bezirksamtes Zweibrücken
- des Bezirksamtes Nabburg um die Gemeinden Deindorf, Glaubendorf und Woppenhof des Bezirksamtes Vohenstrauß

- 1926, 1. April:

Vergrößerung
- des Bezirksamtes Amberg um die Gemeinde Etsdorf des Bezirksamtes Nabburg
- des Bezirksamtes Parsberg um die Gemeinden Schnufenhofen und Wissing des Bezirksamtes Beilngries

- 1926, 1. Oktober:

Vergrößerung
- des Bezirksamtes Neumarkt in der Oberpfalz um die Gemeinde Großalfalterbach des Bezirksamtes Beilngries

- 1927, 1. Januar:

Vergrößerung
- des Bezirksamtes Kronach um die Gemeinden Hain und Wildenberg des Bezirksamtes Lichtenfels

- 1927, 1. Februar:

Vergrößerung
- des Bezirksamtes Freising um die Gemeinde Pfrombach des Bezirksamtes Erding

- 1927, 1. April:

Vergrößerung
- des Bezirksamtes Kempten um die Gemeinden Moosbach und Petersthal des Bezirksamtes Sonthofen
- des Bezirksamtes Rottenburg an der Laaber um die Gemeinden Laaberberg, Obereulenbach und Rohr in Niederbayern des Bezirksamtes Kelheim

- 1927, 1. Juni:

Vergrößerung
- des Bezirksamtes Günzburg um die Gemeinde Gundremmingen des Bezirksamtes Dillingen an der Donau

- 1927, 1. Juli:

Vergrößerung
- der kreisunmittelbaren Stadt Fürth um die Gemeinde Ronhof des Bezirksamtes Fürth
- des Bezirksamtes Amberg um die Gemeinden Vilshofen und Winbuch des Bezirksamtes Burglengenfeld

- 1927, 1. August:

Vergrößerung
- des Bezirksamtes Pfaffenhofen an der Ilm um die Gemeinde Volkersdorf des Bezirksamtes Schrobenhausen

- 1928, 1. April:

Vergrößerung
- der kreisunmittelbaren Stadt Landshut um die Gemeinden Achdorf und Berg des Bezirksamtes Landshut
- der kreisunmittelbaren Stadt Nürnberg um die Gemeinde Höfles des Bezirksamtes Fürth
- des Bezirksamtes Deggendorf um die Gemeinde Oberaign des Bezirksamtes Grafenau

- 1928, 1. Juli:

Vergrößerung
- des Bezirksamtes Erding um die Gemeinde Ottenhofen des Bezirksamtes Ebersberg

## 1929 bis 1938
- 1929, 1. April:

Ausgliederung
- der Stadt Bad Reichenhall aus dem Bezirksamt Berchtesgaden

- 1929, 1. Oktober:

Auflösung
- des Bezirksamtes Berneck und Aufteilung auf die Bezirksämter Bayreuth, Kulmbach und Münchberg
- des Bezirksamtes Zusmarshausen und Aufteilung auf die Bezirksämter Augsburg und Wertingen

Eingliederung
- des Bezirksamtes Bamberg I in das Bezirksamt Bamberg
- des Bezirksamtes Bamberg II in das Bezirksamt Bamberg
- des Bezirksamtes Stadtamhof in das Bezirksamt Regensburg

Neubildung
- des Bezirksamtes Bamberg aus den bisherigen Bezirksämtern Bamberg I und Bamberg II

Vergrößerung
- des Bezirksamtes Augsburg um die meisten Gemeinden des Bezirksamtes Zusmarshausen
- des Bezirksamtes Bayreuth um die Gemeinden Bärnreuth, Berneck, Bischofsgrün, Brandholz, Escherlich, Gefrees, Goldkronach, Goldmühl, Leisau, Lützenreuth, Metzlersreuth, Nemmersdorf, Neudorf, Rimlas und Wülfersreuth des Bezirksamtes Berneck
- des Bezirksamtes Kulmbach um die Gemeinden Gössenreuth, Himmelkron, Lanzendorf, Marktschorgast, Wasserknoden und Ziegenburg des Bezirksamtes Berneck
- des Bezirksamtes Münchberg um die Gemeinden Falls, Kornbach, Streitau, Walpenreuth, Witzleshofen und Zettlitz des Bezirksamtes Berneck
- des Bezirksamtes Wertingen um die Gemeinden Altenmünster, Baiershofen, Eppishofen, Hennhofen, Neumünster, Unterschöneberg und Wörleschwang des Bezirksamtes Zusmarshausen

- 1930, 1. Januar:

Vergrößerung
- der kreisunmittelbaren Stadt München um die Gemeinden Daglfing und Perlach des Bezirksamtes München
- der kreisunmittelbaren Stadt Nürnberg um die Gemeinde Kraftshof des Bezirksamtes Fürth
- der kreisunmittelbaren Stadt Würzburg um die Gemeinde Heidingsfeld des Bezirksamtes Würzburg

- 1931:

Eingliederung
- des Bezirksamtes Dürkheim in das Bezirksamt Neustadt an der Haardt

- 1931, 1. Januar:

Vergrößerung
- des Bezirksamtes Neustadt an der Waldnaab um die Gemeinden Altenstadt bei Erbendorf, Bernstein, Burggrub, Erbendorf, Grötschenreuth, Hauxdorf, Krummennaab, Naabdemenreuth, Neuenreuth, Pfaben, Reuth bei Erbendorf, Röthenbach, Siegritz, Thumsenreuth, Trautenberg, Wetzldorf und Wildenreuth des Bezirksamtes Kemnath
- des Bezirksamtes Tirschenreuth um die Gemeinden Bärnhöhe, Friedenfels, Helmbrechts, Hohenhard und Poppenreuth des Bezirksamtes Kemnath

- 1931, 1. April:

Vergrößerung
- des Bezirksamtes Coburg um die Gemeinden Altenhof und Schorkendorf des Bezirksamtes Staffelstein
- des Bezirksamtes Miltenberg um die Gemeinden Fechenbach und Reistenhausen des Bezirksamtes Marktheidenfeld

- 1931, 1. Juni:

Auflösung
- des Bezirksamtes Teuschnitz und Aufteilung auf die Bezirksämter Kronach und Naila

Vergrößerung
- des Bezirksamtes Kronach um die meisten Gemeinden des Bezirksamtes Teuschnitz
- des Bezirksamtes Naila um die Gemeinden Langenbach und Steinbach bei Geroldsgrün des Bezirksamtes Teuschnitz

- 1931, 1. Juli:

Vergrößerung
- des Bezirksamtes Münchberg um die Gemeinden Gefrees, Lützenreuth und Metzlersreuth des Bezirksamtes Bayreuth

- 1931, 1. Oktober:

Vergrößerung
- der kreisunmittelbaren Stadt München um die Gemeinde Freimann des Bezirksamtes München
- des Bezirksamtes Fürth um die Gemeinde Puschendorf des Bezirksamtes Höchstadt an der Aisch

- 1932, 1. April:

Vergrößerung
- der kreisunmittelbaren Stadt München um die Gemeinde Trudering des Bezirksamtes München

- 1932, 1. Juli:

Vergrößerung
- des Bezirksamtes Uffenheim um die Gemeinden Bullenheim und Gnötzheim des Bezirksamtes Kitzingen

- 1934, 1. Juli:

Umbenennung
- des Bezirksamtes Neustadt an der Saale in Bezirksamt Bad Neustadt an der Saale
- des Bezirksamtes Sulzbach in Bezirksamt Sulzbach-Rosenberg

Vergrößerung
- der kreisunmittelbaren Stadt Coburg um die Gemeinden Ketschendorf, Wüstenahorn, Cortendorf und Neuses bei Coburg des Bezirksamtes Coburg

- 1935, 1. Januar:

Umbenennung
- des Bezirksamtes Garmisch in Bezirksamt Garmisch-Partenkirchen

- 1935, 31. März:

Vergrößerung
- der kreisunmittelbaren Stadt Deggendorf um die Gemeinde Schaching des Bezirksamtes Deggendorf

- 1936, 12. November:

Umbenennung
- des Stadtkreises Neustadt an der Haardt in Neustadt an der Weinstraße
- des Bezirksamtes Neustadt an der Haardt in Bezirksamt Neustadt an der Weinstraße

- 1937, 1. April:

Vergrößerung
- der kreisunmittelbaren Stadt Landau in der Pfalz um die Gemeinden Mörlheim und Queichheim des Bezirksamtes Landau in der Pfalz

- 1938, 1. April:

Vergrößerung
- der kreisunmittelbaren Stadt Ludwigshafen am Rhein um die Gemeinden Maudach, Oggersheim, Oppau und Rheingönheim des Bezirksamtes Ludwigshafen am Rhein
- der kreisunmittelbaren Stadt München um die Gemeinden Feldmoching, Großhadern und Pasing des Bezirksamtes München
- der kreisunmittelbaren Stadt Nürnberg um die Gemeinde Laufamholz des Bezirksamtes Nürnberg
- der kreisunmittelbaren Stadt Regensburg um die Gemeinden Dechbetten, Großprüfening und Ziegetsdorf des Bezirksamtes Regensburg
- der kreisunmittelbaren Stadt Zweibrücken um die Gemeinden Ixheim und Niederauerbach des Bezirksamtes Zweibrücken

- 1938, 15. Oktober:

Vergrößerung
- des Bezirksamtes Sonthofen um die Gemeinden Jungholz des Bezirks Reutte, Tirol (Österreich) und Mittelberg des Bezirks Bregenz, Vorarlberg (Österreich)

- 1938, 1. Dezember:

Vergrößerung
- der kreisunmittelbaren Stadt München um die Gemeinden Allach, Ludwigsfeld, Obermenzing, Solln und Untermenzing des Bezirksamtes München

## 1939 bis 1949
- 1939, 1. Januar:

Umbenennung
- aller Bezirksämter in Landkreise

- 1939, 25. März:

Umgliederung
- der Landkreise Bergreichenstein, Markt Eisenstein und Prachatitz aus der Tschechoslowakei

- 1939, 1. April:

Vergrößerung
- der kreisfreien Stadt Aschaffenburg um die Gemeinde Schweinheim des Landkreises Aschaffenburg
- der kreisfreien Stadt Bayreuth um die Gemeinden Colmdorf, Meyernberg und Sankt Johannis des Landkreises Bayreuth
- der kreisfreien Stadt Marktredwitz um die Gemeinde Dörflas bei Marktredwitz des Landkreises Wunsiedel

- 1940, 1. April:

Eingliederung
- der kreisfreien Stadt Bad Kissingen in den Landkreis Bad Kissingen
- der kreisfreien Stadt Bad Reichenhall in den Landkreis Berchtesgaden
- der kreisfreien Stadt Deggendorf in den Landkreis Deggendorf
- der kreisfreien Stadt Dillingen an der Donau in den Landkreis Dillingen an der Donau
- der kreisfreien Stadt Dinkelsbühl in den Landkreis Dinkelsbühl
- der kreisfreien Stadt Donauwörth in den Landkreis Donauwörth
- der kreisfreien Stadt Eichstätt in den Landkreis Eichstätt
- der kreisfreien Stadt Forchheim in den Landkreis Forchheim
- der kreisfreien Stadt Freising in den Landkreis Freising
- der kreisfreien Stadt Günzburg in den Landkreis Günzburg
- der kreisfreien Stadt Kaufbeuren in den Landkreis Kaufbeuren
- der kreisfreien Stadt Kitzingen in den Landkreis Kitzingen
- der kreisfreien Stadt Kulmbach in den Landkreis Kulmbach
- der kreisfreien Stadt Landau in der Pfalz in den Landkreis Landau in der Pfalz
- der kreisfreien Stadt Landsberg am Lech in den Landkreis Landsberg am Lech
- der kreisfreien Stadt Lindau (Bodensee) in den Landkreis Lindau (Bodensee)
- der kreisfreien Stadt Marktredwitz in den Landkreis Wunsiedel
- der kreisfreien Stadt Memmingen in den Landkreis Memmingen
- der kreisfreien Stadt Neuburg an der Donau in den Landkreis Neuburg an der Donau
- der kreisfreien Stadt Neumarkt in der Oberpfalz in den Landkreis Neumarkt in der Oberpfalz
- der kreisfreien Stadt Neustadt bei Coburg in den Landkreis Coburg
- der kreisfreien Stadt Neu-Ulm in den Landkreis Neu-Ulm
- der kreisfreien Stadt Nördlingen in den Landkreis Nördlingen
- der kreisfreien Stadt Rodach bei Coburg in den Landkreis Coburg
- der kreisfreien Stadt Rothenburg ob der Tauber in den Landkreis Rothenburg ob der Tauber
- der kreisfreien Stadt Schwabach in den Landkreis Schwabach
- der kreisfreien Stadt Schwandorf in den Landkreis Burglengenfeld
- der kreisfreien Stadt Selb in den Landkreis Rehau
- der kreisfreien Stadt Traunstein in den Landkreis Traunstein
- der kreisfreien Stadt Weißenburg in Bayern in den Landkreis Weißenburg in Bayern

Vergrößerung
- des Landkreises Coburg um die kreisfreien Städte Neustadt bei Coburg und Rodach bei Coburg

- 1940, 1. Juli:

Vergrößerung
- des Landkreises Waldmünchen um elf Gemeinden des Landkreises Markt Eisenstein

- 1942, 1. April:

Vergrößerung
- des Stadtkreises München um die Gemeinden Aubing und Langwied des Landkreises München

- 1943, 21. September:

Vergrößerung
- des Landkreises Hammelburg um die Gemeinde Bonnland (†) des Landkreises Karlstadt (Eingliederung in den Heeresgutsbezirk Hammelburg)

- 1944, 1. Oktober:

Vergrößerung
- des Landkreises Parsberg um die Gemeinden Bergheim und Kirchödenhart des Landkreises Burglengenfeld (Eingliederung in den Heeresgutsbezirk Hohenfels)

- 1945:

Rückbenennung
- des Stadtkreises Neustadt an der Weinstraße in Neustadt an der Haardt
- des Landkreises Neustadt an der Weinstraße in Landkreis Neustadt an der Haardt

Rückgliederung
- der Landkreise Bergreichenstein, Markt Eisenstein und Prachatitz sowie Teilen des Landkreises Waldmünchen in die Tschechoslowakei

- 1945, Juli (?):

Umgliederung
- des Landkreises Lindau (Bodensee) in die Französische Besatzungszone

- 1945, Juli:

Vergrößerung
- des Landkreises Mellrichstadt um die Gemeinden Ostheim vor der Rhön, Sondheim vor der Rhön, Stetten und Urspringen des Landkreises Meiningen (Thüringen)

- 1945, 19. September:

Vergrößerung
- des Bezirks Bregenz, Vorarlberg (Österreich) um die Gemeinde Mittelberg des Landkreises Sonthofen
- des Bezirks Reutte, Tirol (Österreich) um die Gemeinde Jungholz des Landkreises Sonthofen

- 1945, 20. Oktober:

Erneute Ausgliederung
- der Stadt Kulmbach aus dem Landkreis Kulmbach

- 1946:

Vergrößerung
- des Landkreises Grafenau um die Gemeinde Allhartsmais des Landkreises Deggendorf (Eingemeindung nach Schöfweg)
- des Landkreises Neustadt an der Waldnaab um die Gemeinde Schadenreuth des Landkreises Kemnath (Eingemeindung nach Erbendorf)
- des Landkreises Oberviechtach um die Gemeinde Gmeinsrieth des Landkreises Vohenstrauß (Eingemeindung nach Dietersdorf [teilweise] und Schönsee [teilweise])
- des Landkreises Regensburg um die Gemeinde Pfaffenfang des Landkreises Roding (Eingemeindung nach Altenthann)
- des Landkreises Straubing um die Gemeinden Kirchroth und Zeitldorn des Landkreises Regensburg
- des Landkreises Waldmünchen um die Gemeinde Ried bei Gleißenberg des Landkreises Cham (Eingemeindung nach Gleißenberg)

- 1946, 8. Februar:

Erneute Ausgliederung
- der Stadt Freising aus dem Landkreis Freising

- 1946, 1. April:

Erneute Ausgliederung
- der Stadt Selb aus dem Landkreis Rehau

Vergrößerung
- der kreisfreien Stadt Kulmbach um die Gemeinden Kauernburg, Mangersreuth und Metzdorf des Landkreises Kulmbach

- 1946, 7. Juni:

Erneute Ausgliederung
- der Stadt Neustadt bei Coburg aus dem Landkreis Coburg

- 1947:

Umgliederung
- der kreisfreien Städte Frankenthal, Kaiserslautern, Ludwigshafen am Rhein, Neustadt an der Weinstraße, Pirmasens, Speyer und Zweibrücken nach Rheinland-Pfalz
- der Landkreise Bergzabern, Frankenthal, Germersheim, Kaiserslautern, Kirchheimbolanden, Kusel, Landau in der Pfalz, Ludwigshafen am Rhein, Neustadt an der Weinstraße, Pirmasens, Rockenhausen, Speyer am Rhein und Zweibrücken nach Rheinland-Pfalz

- 1948, 1. April:

Erneute Ausgliederung
- der Stadt Bad Kissingen aus dem Landkreis Bad Kissingen
- der Stadt Bad Reichenhall aus dem Landkreis Berchtesgaden
- der Stadt Deggendorf aus dem Landkreis Deggendorf
- der Stadt Dillingen an der Donau aus dem Landkreis Dillingen an der Donau
- der Stadt Eichstätt aus dem Landkreis Eichstätt
- der Stadt Forchheim aus dem Landkreis Forchheim
- der Stadt Kaufbeuren aus dem Landkreis Kaufbeuren
- der Stadt Kitzingen aus dem Landkreis Kitzingen
- der Stadt Landsberg am Lech aus dem Landkreis Landsberg am Lech
- der Stadt Marktredwitz aus dem Landkreis Wunsiedel
- der Stadt Memmingen aus dem Landkreis Memmingen
- der Stadt Neuburg an der Donau aus dem Landkreis Neuburg an der Donau
- der Stadt Neu-Ulm aus dem Landkreis Neu-Ulm
- der Stadt Rothenburg ob der Tauber aus dem Landkreis Rothenburg ob der Tauber
- der Stadt Schwabach aus dem Landkreis Schwabach
- der Stadt Schwandorf aus dem Landkreis Burglengenfeld
- der Stadt Traunstein aus dem Landkreis Traunstein

- 1948, 25. September:

Erneute Ausgliederung
- der Stadt Lindau (Bodensee) aus dem Landkreis Lindau (Bodensee)

- 1949, 1. April:

Erneute Ausgliederung
- der Stadt Günzburg aus dem Landkreis Günzburg
- der Stadt Neumarkt in der Oberpfalz aus dem Landkreis Neumarkt in der Oberpfalz
- der Stadt Nördlingen aus dem Landkreis Nördlingen
- der Stadt Weißenburg in Bayern aus dem Landkreis Weißenburg in Bayern

Vergrößerung
- des Landkreises Karlstadt um die Gemeinde Bonnland (Ausgliederung aus dem aufgelösten Heeresgutsbezirk Hammelburg des Landkreises Hammelburg und Wiedererrichtung als Gemeinde)

## 1950 bis 1969
- 1951:

Umbenennung
- des Landkreises Lohr in Landkreis Lohr a.Main

- 1951, 1. April:

Vergrößerung
- des Landkreises Eichstätt um die Gemeinde Sornhüll des Landkreises Hilpoltstein

- 1952, 1. August:

Vergrößerung
- des Landkreises Fürstenfeldbruck um den Stadtteil Gröbenzell der kreisfreien Stadt München (Zusammenschluss mit Teilen von drei Gemeinden des Landkreises Fürstenfeldbruck zu einer neuen Gemeinde)

- 1953:

Umbenennung
- der kreisfreien Stadt Landsberg in Landsberg a.Lech
- des Landkreises Landsberg in Landkreis Landsberg a.Lech

- 1955:

Umbenennung
- des Landkreises Griesbach in Landkreis Griesbach i.Rottal

- 1955, 1. September:

Rückgliederung
- der kreisfreien Stadt Lindau (Bodensee) und des Landkreises Lindau (Bodensee) in den Freistaat Bayern

- 1959:

Umbenennung
- des Landkreises Rottenburg in Landkreis Rottenburg a.d.Laaber

- 1961:

Umbenennung
- des Landkreises Gemünden in Landkreis Gemünden a.Main
- des Landkreises Lauf (Pegnitz) in Landkreis Lauf a.d.Pegnitz
- des Landkreises Mühldorf in Landkreis Mühldorf a.Inn
- des Landkreises Obernburg in Landkreis Obernburg a.Main

- 1962, 1. Januar:

Vergrößerung
- der kreisfreien Stadt Ingolstadt um die Gemeinde Unsernherrn des Landkreises Ingolstadt

- 1963, 1. Januar:

Vergrößerung
- des Landkreises Amberg um die Gemeinden Adertshausen und Hohenburg des Landkreises Parsberg

- 1965:

Umbenennung
- des Landkreises Weilheim in Landkreis Weilheim i.OB

- 1967, 1. Januar:

Vergrößerung
- der kreisfreien Stadt Erlangen um die Gemeinde Kosbach des Landkreises Höchstadt a.d.Aisch

- 1967, 1. Juli:

Vergrößerung
- der kreisfreien Stadt Rosenheim um die Gemeinde Happing des Landkreises Rosenheim

- 1969, 1. Juli:

Vergrößerung
- der kreisfreien Stadt Ingolstadt um die Gemeinde Friedrichshofen des Landkreises Ingolstadt

## 1970 bis 1978
- 1970, 1. Januar:

Vergrößerung
- des Landkreises Traunstein um die Gemeinde Lauter des Landkreises Laufen (Eingemeindung nach Surberg)

- 1970, 8. April:

Umbenennung
- des Landkreises Brückenau in Landkreis Bad Brückenau

- 1970, 1. Juli:

Vergrößerung
- des Landkreises Lindau (Bodensee) um die Gemeinde Stiefenhofen des Landkreises Sonthofen

- 1970, 1. Oktober:

Vergrößerung
- der kreisfreien Stadt Ansbach um die Gemeinde Eyb des Landkreises Ansbach
- des Landkreises Altötting um die Gemeinde Mörmoosen des Landkreises Mühldorf a.Inn (Eingemeindung nach Tüßling)

- 1971, 1. Mai:

Vergrößerung
- des Landkreises Ingolstadt um die Gemeinde Gotteshofen des Landkreises Pfaffenhofen a.d.Ilm (Eingemeindung nach Reichertshofen)

- 1971, 1. Juli:

Vergrößerung
- des Landkreises Feuchtwangen um die Gemeinden Heinersdorf und Königshofen a.d.Heide des Landkreises Dinkelsbühl (Eingemeindung nach Bechhofen)
- des Landkreises Neustadt a.d.Aisch um die Gemeinde Buch des Landkreises Uffenheim (Eingemeindung nach Trautskirchen)

- 1972, 1. Januar:

Vergrößerung
- der kreisfreien Stadt Bayreuth um die Gemeinde Oberkonnersreuth des Landkreises Bayreuth
- der kreisfreien Stadt Coburg um die Gemeinden Lützelbuch, Rögen und Seidmannsdorf des Landkreises Coburg
- der kreisfreien Stadt Landshut um die Gemeinde Münchnerau des Landkreises Landshut
- der kreisfreien Stadt Neustadt bei Coburg um die Gemeinde Ketschenbach des Landkreises Coburg
- der kreisfreien Stadt Straubing um die Gemeinden Alburg, Hornstorf, Ittling und Kagers des Landkreises Straubing
- des Landkreises Fürth um die Gemeinde Kirchfembach des Landkreises Neustadt a.d.Aisch (Eingemeindung nach Langenzenn)

- 1972, 1. Juli:

Auflösung
- des Landkreises Aichach und Aufteilung auf die Landkreise Augsburg-Ost (Hauptteil) und Dachau
- des Landkreises Augsburg und Aufteilung auf die kreisfreie Stadt Augsburg, den Landkreis Augsburg-West (Hauptteil) und den Günzkreis
- des Landkreises Bad Aibling und Aufteilung auf die Landkreise München und Rosenheim (Hauptteil)
- des Landkreises Beilngries und Aufteilung auf die Landkreise Eichstätt (Hauptteil) und Neumarkt i.d.OPf.
- des Landkreises Bogen und Aufteilung auf die Landkreise Deggendorf und Straubing-Bogen (Hauptteil)
- des Landkreises Burglengenfeld und Aufteilung auf die Landkreise Amberg, Regensburg und Schwandorf i.Bay. (Hauptteil)
- des Landkreises Donauwörth und Aufteilung auf die Landkreise Augsburg-West, Nördlingen-Donauwörth (Hauptteil) und Weißenburg i.Bay.
- des Landkreises Ebermannstadt und Aufteilung auf die Landkreise Bamberg, Bayreuth, Forchheim (Hauptteil) und Kulmbach
- des Landkreises Ebern und Aufteilung auf die Landkreise Bamberg und Coburg und den Haßberg-Kreis (Hauptteil)
- des Landkreises Eggenfelden und Aufteilung auf die Landkreise Passau, Rottal (Hauptteil) und Untere Isar
- des Landkreises Eschenbach i.d.OPf. und Aufteilung auf die Landkreise Amberg, Bayreuth, Lauf a.d.Pegnitz und Neustadt a.d.Waldnaab (Hauptteil)
- des Landkreises Feuchtwangen und Aufteilung auf die kreisfreie Stadt Ansbach und den Landkreis Ansbach
- des Landkreises Friedberg und Aufteilung auf die Landkreise Augsburg-Ost (Hauptteil) und Dachau
- des Landkreises Gerolzhofen und Aufteilung auf den Haßberg-Kreis und die Landkreise Kitzingen, Schweinfurt (Hauptteil) und Würzburg
- des Landkreises Griesbach i.Rottal und Aufteilung auf die Landkreise Passau (Hauptteil) und Rottal
- des Landkreises Gunzenhausen und Aufteilung auf die Landkreise Ansbach, Nördlingen-Donauwörth, Roth b.Nürnberg und Weißenburg i.Bay. (Hauptteil)
- des Landkreises Hammelburg und Aufteilung auf die Landkreise Bad Kissingen (Hauptteil) und Schweinfurt
- des Landkreises Hilpoltstein und Aufteilung auf die Landkreise Eichstätt, Neumarkt i.d.OPf., Roth b.Nürnberg (Hauptteil) und Weißenburg i.Bay.
- des Landkreises Höchstadt a.d.Aisch und Aufteilung auf die kreisfreie Stadt Erlangen und die Landkreise Bamberg und Erlangen (Hauptteil)
- des Landkreises Hofheim i.UFr. und Aufteilung auf den Haßberg-Kreis (Hauptteil) und den Landkreis Schweinfurt
- des Landkreises Illertissen und Aufteilung auf den Illerkreis (Hauptteil) und den Landkreis Mindelheim
- des Landkreises Ingolstadt und Aufteilung auf die kreisfreie Stadt Ingolstadt und die Landkreise Eichstätt und Pfaffenhofen a.d.Ilm
- des Landkreises Karlstadt und Aufteilung auf die Landkreise Bad Kissingen, Mittelmain (Hauptteil), Schweinfurt und Würzburg
- des Landkreises Kaufbeuren und Aufteilung auf die kreisfreie Stadt Kaufbeuren und die Landkreise Landsberg a.Lech, Marktoberdorf (Hauptteil) und Mindelheim
- des Landkreises Kemnath und Aufteilung auf die Landkreise Bayreuth und Tirschenreuth (Hauptteil)
- des Landkreises Kempten (Allgäu) und Aufteilung auf die kreisfreie Stadt Kempten (Allgäu) und den Landkreis Oberallgäu
- des Landkreises Kötzting und Aufteilung auf die Landkreise Cham (Hauptteil) und Regen
- des Landkreises Krumbach und Aufteilung auf den Günzkreis (Hauptteil) und den Landkreis Mindelheim
- des Landkreises Landau a.d.Isar und Aufteilung der Gemeinden auf die Landkreise Deggendorf und Untere Isar
- des Landkreises Laufen und Aufteilung auf die Landkreise Altötting, Bad Reichenhall (Hauptteil) und Traunstein
- des Landkreises Lohr a.Main und Aufteilung auf die Landkreise Aschaffenburg und Mittelmain (Hauptteil)
- des Landkreises Mainburg und Aufteilung auf die Landkreise Freising, Kelheim (Hauptteil), Landshut und Pfaffenhofen a.d.Ilm
- des Landkreises Mallersdorf und Aufteilung auf die Landkreise Landshut, Regensburg, Straubing-Bogen (Hauptteil) und Untere Isar
- des Landkreises Marktheidenfeld und Aufteilung auf die Landkreise Miltenberg, Mittelmain (Hauptteil) und Würzburg
- des Landkreises Memmingen und Aufteilung auf die kreisfreie Stadt Memmingen und den Landkreis Mindelheim
- des Landkreises Münchberg und Aufteilung auf die Landkreise Bayreuth und Hof (Hauptteil)
- des Landkreises Nabburg und Aufteilung auf die Landkreise Amberg und Schwandorf i.Bay. (Hauptteil)
- des Landkreises Neunburg vorm Wald und Aufteilung auf die Landkreise Cham und Schwandorf i.Bay. (Hauptteil)
- des Landkreises Nürnberg und Aufteilung auf die kreisfreie Stadt Nürnberg und die Landkreise Fürth und Lauf a.d.Pegnitz (Hauptteil)
- des Landkreises Obernburg a.Main und Aufteilung auf die Landkreise Aschaffenburg und Miltenberg (Hauptteil)
- des Landkreises Oberviechtach und Aufteilung auf die Landkreise Cham und Schwandorf i.Bay. (Hauptteil)
- des Landkreises Parsberg und Aufteilung auf die Landkreise Kelheim, Neumarkt i.d.OPf. (Hauptteil) und Regensburg
- des Landkreises Pegnitz und Aufteilung auf die Landkreise Bayreuth (Hauptteil), Forchheim und Lauf a.d.Pegnitz
- des Landkreises Rehau und Aufteilung auf die Landkreise Hof (Hauptteil) und Wunsiedel
- des Landkreises Riedenburg und Aufteilung auf die Landkreise Eichstätt, Kelheim (Hauptteil) und Neumarkt in der Oberpfalz
- des Landkreises Roding und Aufteilung auf die Landkreise Cham (Hauptteil) und Schwandorf i.Bay.
- des Landkreises Rothenburg ob der Tauber und Aufteilung auf die Landkreise Ansbach (Hauptteil) und Neustadt a.d.Aisch
- des Landkreises Rottenburg an der Laaber und Aufteilung auf die Landkreise Kelheim, Landshut (Hauptteil) und Regensburg
- des Landkreises Scheinfeld und Aufteilung auf die Landkreise Erlangen, Kitzingen und Neustadt a.d.Aisch (Hauptteil)
- des Landkreises Schongau und Aufteilung auf die Landkreise Garmisch-Partenkirchen, Landsberg a.Lech und Weilheim i.OB (Hauptteil)
- des Landkreises Schrobenhausen und Aufteilung auf die Landkreise Augsburg-Ost, Neuburg a.d.Donau (Hauptteil) und Pfaffenhofen a.d.Ilm
- des Landkreises Schwabach und Aufteilung auf die kreisfreien Städte Nürnberg und Schwabach und auf die Landkreise Ansbach und Roth b.Nürnberg (Hauptteil)
- des Landkreises Stadtsteinach und Aufteilung auf die Landkreise Kronach und Kulmbach (Hauptteil)
- des Landkreises Staffelstein und Aufteilung auf die Landkreise Bamberg, Coburg und Lichtenfels (Hauptteil)
- des Landkreises Straubing und Aufteilung auf die kreisfreie Stadt Straubing und den Landkreis Straubing-Bogen
- des Landkreises Uffenheim und Aufteilung auf die Landkreise Kitzingen und Neustadt a.d.Aisch (Hauptteil)
- des Landkreises Vilsbiburg und Aufteilung auf die Landkreise Landshut (Hauptteil), Rottal und Untere Isar
- des Landkreises Vilshofen und Aufteilung auf die Landkreise Deggendorf und Passau (Hauptteil)
- des Landkreises Wasserburg a.Inn und Aufteilung auf die Landkreise Ebersberg, Erding, Mühldorf a.Inn und Rosenheim (Hauptteil)
- des Landkreises Wertingen und Aufteilung auf die Landkreise Augsburg-West (Hauptteil) und Dillingen a.d.Donau (mit der ehemaligen Kreisstadt Wertingen)
- des Landkreises Wolfratshausen und Aufteilung auf die Landkreise Bad Tölz (Hauptteil), Miesbach, München und Starnberg

Eingliederung
- der kreisfreien Stadt Bad Kissingen in den Landkreis Bad Kissingen
- der kreisfreien Stadt Bad Reichenhall in den Landkreis Bad Reichenhall
- der kreisfreien Stadt Deggendorf in den Landkreis Deggendorf
- der kreisfreien Stadt Dillingen an der Donau in den Landkreis Dillingen a.d.Donau
- der kreisfreien Stadt Eichstätt in den Landkreis Eichstätt
- der kreisfreien Stadt Forchheim in den Landkreis Forchheim
- der kreisfreien Stadt Freising in den Landkreis Freising
- der kreisfreien Stadt Günzburg in den Günzkreis
- der kreisfreien Stadt Kitzingen in den Landkreis Kitzingen
- der kreisfreien Stadt Kulmbach in den Landkreis Kulmbach
- der kreisfreien Stadt Landsberg a.Lech in den Landkreis Landsberg a.Lech
- der kreisfreien Stadt Lindau (Bodensee) in den Landkreis Lindau (Bodensee)
- der kreisfreien Stadt Marktredwitz in den Landkreis Wunsiedel
- der kreisfreien Stadt Neuburg an der Donau in den Landkreis Neuburg a.d.Donau
- der kreisfreien Stadt Neumarkt in der Oberpfalz in den Landkreis Neumarkt i.d.OPf.
- der kreisfreien Stadt Neustadt bei Coburg in den Landkreis Coburg
- der kreisfreien Stadt Neu-Ulm in den Illerkreis (später Landkreis Neu-Ulm)
- der kreisfreien Stadt Nördlingen in den Landkreis Nördlingen-Donauwörth
- der kreisfreien Stadt Rothenburg ob der Tauber in den Landkreis Ansbach
- der kreisfreien Stadt Schwandorf i.Bay. in den Landkreis Schwandorf i.Bay.
- der kreisfreien Stadt Selb in den Landkreis Wunsiedel
- der kreisfreien Stadt Traunstein in den Landkreis Traunstein
- der kreisfreien Stadt Weißenburg in Bayern in den Landkreis Weißenburg i.Bay.
- des Landkreises Alzenau i.UFr. in den Landkreis Aschaffenburg
- des Landkreises Bad Brückenau in den Landkreis Bad Kissingen
- des Landkreises Berchtesgaden in den Landkreis Bad Reichenhall
- des Landkreises Dingolfing in den Landkreis Untere Isar
- des Landkreises Dinkelsbühl in den Landkreis Ansbach
- des Landkreises Füssen in den Landkreis Marktoberdorf
- des Landkreises Gemünden a.Main in den Landkreis Mittelmain
- des Landkreises Grafenau in den Landkreis Freyung
- des Landkreises Günzburg in den Günzkreis
- des Landkreises Haßfurt in den Haßberg-Kreis
- des Landkreises Hersbruck in den Landkreis Lauf a.d.Pegnitz
- des Landkreises Königshofen i.Grabfeld in den Landkreis Bad Neustadt a.d.Saale
- des Landkreises Mellrichstadt in den Landkreis Bad Neustadt a.d.Saale
- des Landkreises Naila in den Landkreis Hof
- des Landkreises Neu-Ulm in den Illerkreis
- des Landkreises Nördlingen in den Landkreis Nördlingen-Donauwörth
- des Landkreises Ochsenfurt in den Landkreis Würzburg
- des Landkreises Pfarrkirchen in den Landkreis Rottal
- des Landkreises Schwabmünchen in den Landkreis Augsburg-West
- des Landkreises Sonthofen in den Landkreis Oberallgäu
- des Landkreises Sulzbach-Rosenberg in den Landkreis Amberg
- des Landkreises Viechtach in den Landkreis Regen
- des Landkreises Vohenstrauß in den Landkreis Neustadt a.d.Waldnaab
- des Landkreises Waldmünchen in den Landkreis Cham
- des Landkreises Wegscheid in den Landkreis Passau
- des Landkreises Wolfstein in den Landkreis Freyung

Neubildung
- des Landkreises Augsburg-Ost (später Landkreis Aichach-Friedberg) aus Gemeinden der Landkreise Aichach, Friedberg, Fürstenfeldbruck und Neuburg a.d.Donau sowie der Gemeinde Grimolzhausen des Landkreises Schrobenhausen (Eingemeindung nach Pöttmes)
- des Landkreises Augsburg-West (später Landkreis Augsburg) aus dem Landkreis Schwabmünchen und Gemeinden der Landkreise Augsburg, Donauwörth, Neuburg a.d.Donau und Wertingen sowie der Gemeinde Traunried des Landkreises Mindelheim
- des Landkreises Bad Reichenhall (später Landkreis Berchtesgadener Land) aus der kreisfreien Stadt Bad Reichenhall, dem Landkreis Berchtesgaden und Gemeinden des Landkreises Laufen
- des Landkreises Freyung (später Landkreis Freyung-Grafenau) aus den Landkreisen Grafenau und Wolfstein
- des Günzkreises (später Landkreis Günzburg) aus der kreisfreien Stadt Günzburg, den Landkreisen Günzburg und Krumbach und Gemeinden des Landkreises Augsburg
- des Haßberg-Kreises (später Landkreis Haßberge) aus dem Landkreis Haßfurt und Gemeinden der Landkreise Ebern, Gerolzhofen und Hofheim i.UFr. sowie der Gemeinde Koppenwind des Landkreises Bamberg (Zusammenschluss mit sechs Gemeinden des Landkreises Haßfurt und zwei Gemeinden des Landkreises Gerolzhofen zur Gemeinde Rauhenebrach)
- des Illerkreises (später Landkreis Neu-Ulm) aus der kreisfreien Stadt Neu-Ulm und dem Landkreis Neu-Ulm sowie Gemeinden des Landkreises Illertissen
- des Landkreises Mittelmain (später Landkreis Main-Spessart) aus dem Landkreis Gemünden a.Main und Gemeinden der Landkreise Karlstadt, Lohr a.Main und Marktheidenfeld
- des Landkreises Nördlingen-Donauwörth (später Landkreis Donau-Ries) aus der kreisfreien Stadt Nördlingen, dem Landkreis Nördlingen und Gemeinden der Landkreise Donauwörth und Neuburg a.d.Donau sowie der Gemeinden Tapfheim des Landkreises Dillingen a.d.Donau und Steinhart des Landkreises Gunzenhausen
- des Landkreises Oberallgäu aus dem Landkreis Sonthofen und Gemeinden des Landkreises Kempten (Allgäu)
- des Landkreises Roth b.Nürnberg (später Landkreis Roth) aus Gemeinden der Landkreise Gunzenhausen, Hilpoltstein und Schwabach sowie der Gemeinde Mühlstetten des Landkreises Weißenburg i.Bay.
- des Landkreises Rottal (später Landkreis Rottal-Inn) aus Gemeinden der Landkreise Eggenfelden, Griesbach im Rottal, Pfarrkirchen und Vilsbiburg
- des Landkreises Schwandorf i.Bay. (später Landkreis Schwandorf) aus der kreisfreien Stadt Schwandorf i.Bay. und Gemeinden der Landkreise Burglengenfeld, Nabburg, Neunburg vorm Wald, Oberviechtach und Roding sowie der Gemeinde Wulkersdorf des Landkreises Regensburg
- des Landkreises Straubing-Bogen aus dem Landkreis Bogen und Gemeinden der Landkreise Mallersdorf, Regensburg und Straubing
- des Landkreises Untere Isar (später Landkreis Dingolfing-Landau) aus den Landkreisen Dingolfing und Landau a.d.Isar sowie Gemeinden der Landkreise Mallersdorf und Vilsbiburg und der Gemeinde Simbach des Landkreises Eggenfelden

Vergrößerung
- der kreisfreien Stadt Amberg um die Gemeinden Ammersricht, Gailoh, Karmensölden und Raigering des Landkreises Amberg
- der kreisfreien Stadt Ansbach um die Gemeinden  Bernhardswinden, Brodswinden, Elpersdorf, Hennenbach, Neuses b. Ansbach und  Schalkhausen des Landkreises Ansbach sowie die Gemeinde Claffheim des Landkreises Feuchtwangen
- der kreisfreien Stadt Augsburg um die Gemeinden Göggingen, Haunstetten und Inningen des Landkreises Augsburg
- der kreisfreien Stadt Bamberg um die Gemeinden Bug, Gaustadt und Wildensorg des Landkreises Bamberg
- der kreisfreien Stadt Bayreuth um die Gemeinde Laineck des Landkreises Bayreuth
- der kreisfreien Stadt Coburg um die Gemeinden Beiersdorf bei Coburg, Creidlitz und Scheuerfeld des Landkreises Coburg
- der kreisfreien Stadt Erlangen um die Gemeinden Eltersdorf, Frauenaurach, Hüttendorf, Kriegenbrunn und Tennenlohe des Landkreises Erlangen sowie die Gemeinde Großdechsendorf des Landkreises Höchstadt a.d.Aisch
- der kreisfreien Stadt Fürth um die Gemeinden Sack, Stadeln und Vach des Landkreises Fürth
- der kreisfreien Stadt Hof um die Gemeinde Unterkotzau des Landkreises Hof
- der kreisfreien Stadt Ingolstadt um die Gemeinden Brunnenreuth, Dünzlau, Etting, Gerolfing, Hagau, Irgertsheim, Mailing, Mühlhausen, Oberhaunstadt, Pettenhofen und Zuchering des Landkreises Ingolstadt
- der kreisfreien Stadt Kaufbeuren um die Gemeinden Hirschzell, Kleinkemnat und Oberbeuren des Landkreises Kaufbeuren
- der kreisfreien Stadt Kempten (Allgäu) um die Gemeinden Sankt Lorenz und Sankt Mang des Landkreises Kempten (Allgäu)
- der kreisfreien Stadt Landshut um die Gemeinde Schönbrunn des Landkreises Landshut
- der kreisfreien Stadt Memmingen um die Gemeinden Amendingen und Buxach des Landkreises Memmingen
- der kreisfreien Stadt Nürnberg um die Gemeinden Boxdorf, Großgründlach und Neunhof des Landkreises Fürth, die Gemeinden Fischbach und Brunn des Landkreises Nürnberg sowie die Gemeinden Katzwang, Kornburg und Worzeldorf des Landkreises Schwabach
- der kreisfreien Stadt Passau um die Gemeinden Heining, Hacklberg, Hals und Grubweg des Landkreises Passau
- der kreisfreien Stadt Schwabach um die Gemeinden Penzendorf und Wolkersdorf des Landkreises Schwabach
- der kreisfreien Stadt Straubing um die Gemeinden Alburg und Ittling des Landkreises Straubing
- der kreisfreien Stadt Weiden i.d.OPf. um die Gemeinden Frauenricht, Muglhof und Neunkirchen b.Weiden des Landkreises Neustadt a.d.Waldnaab
- des Landkreises Altötting um die Gemeinde Tyrlaching des Landkreises Laufen
- des Landkreises Amberg (später Landkreis Amberg-Sulzbach) um den Landkreis Sulzbach-Rosenberg und Gemeinden der Landkreise Eschenbach i.d.OPf. und Neumarkt i.d.OPf. sowie die Gemeinden Schmidmühlen des Landkreises Burglengenfeld, Kemnath am Buchberg des Landkreises Nabburg und Holzhammer des Landkreises Neustadt a.d.Waldnaab
- des Landkreises Ansbach um die kreisfreie Stadt Rothenburg ob der Tauber und den Landkreis Dinkelsbühl sowie Gemeinden der Landkreise Feuchtwangen, Gunzenhausen, Rothenburg ob der Tauber und Schwabach und die Gemeinde Dietenhofen des Landkreises Neustadt a.d.Aisch
- des Landkreises Aschaffenburg um den Landkreis Alzenau i.UFr. und Gemeinden des Landkreises Obernburg a.Main sowie die Gemeinde Rothenbuch des Landkreises Lohr a.Main
- des Landkreises Bad Kissingen um die kreisfreie Stadt Bad Kissingen und den Landkreis Bad Brückenau sowie Gemeinden der Landkreise Hammelburg und Landkreises Karlstadt
- des Landkreises Bad Neustadt a.d.Saale (später Landkreis Rhön-Grabfeld) um die Landkreise Königshofen i.Grabfeld und Mellrichstadt sowie die Gemeinde Strahlungen des Landkreises Bad Kissingen
- des Landkreises Bad Tölz (später Landkreis Bad Tölz-Wolfratshausen) um Gemeinden des Landkreises Wolfratshausen und die Gemeinde Schlehdorf des Landkreises Weilheim i.OB
- des Landkreises Bamberg um Gemeinden der Landkreise Ebermannstadt, Ebern, Höchstadt a.d.Aisch und Staffelstein
- des Landkreises Bayreuth um Gemeinden der Landkreise Ebermannstadt, Eschenbach i.d.OPf., Kemnath, Kulmbach, Münchberg und Pegnitz
- des Landkreises Cham um den Landkreis Waldmünchen und um Gemeinden der Landkreise Kötzting, Neunburg vorm Wald, Oberviechtach und Roding sowie die Gemeinde Rettenbach des Landkreises Regensburg
- des Landkreises Coburg um die kreisfreie Stadt Neustadt b.Coburg, Gemeinden des Landkreises Staffelstein und die Gemeinde Heilgersdorf des Landkreises Ebern
- des Landkreises Dachau um Gemeinden der Landkreise Aichach und Friedberg und die Gemeinde Ebertshausen des Landkreises Fürstenfeldbruck (Eingemeindung nach Odelzhausen)
- des Landkreises Deggendorf um die kreisfreie Stadt Deggendorf, Gemeinden des Landkreises Vilshofen und die Gemeinden Bernried des Landkreises Bogen sowie Lailling des Landkreises Landau a.d.Isar
- des Landkreises Dillingen a.d.Donau um die kreisfreie Stadt Dillingen a.d.Donau und Gemeinden des Landkreises Wertingen
- des Landkreises Ebersberg um die Gemeinde Sankt Christoph des Landkreises Wasserburg am Inn (Eingemeindung nach Steinhöring)
- des Landkreises Eichstätt um die kreisfreie Stadt Eichstätt und Gemeinden der Landkreise Beilngries, Hilpoltstein, Ingolstadt und Riedenburg
- des Landkreises Erding um Gemeinden des Landkreises Wasserburg a.Inn und die Gemeinde Schwindkirchen des Landkreises Mühldorf a.Inn (Eingemeindung nach Dorfen)
- des Landkreises Erlangen (später Landkreis Erlangen-Höchstadt) um Gemeinden der Landkreise Bamberg, Höchstadt a.d.Aisch und Lauf a.d.Pegnitz und die Gemeinden Weppersdorf des Landkreises Forchheim sowie Gleißenberg des Landkreises Scheinfeld
- des Landkreises Forchheim um die kreisfreie Stadt Forchheim und um Gemeinden der Landkreise Bamberg, Ebermannstadt und Pegnitz
- des Landkreises Freising um die kreisfreie Stadt Freising, Gemeinden des Landkreises Mainburg und die Gemeinde Fahrenzhausen des Landkreises Dachau
- des Landkreises Fürth um die Gemeinde Wilhermsdorf des Landkreises Neustadt a.d.Aisch und die Gemeinde Stein bei Nürnberg des Landkreises Nürnberg
- des Landkreises Garmisch-Partenkirchen um Gemeinden des Landkreises Weilheim i.OB und die Gemeinde Bayersoien des Landkreises Schongau
- des Landkreises Hof um den Landkreis Naila, Gemeinden der Landkreise Münchberg und Rehau sowie die Gemeinde Dürrenwaid des Landkreises Kronach
- des Landkreises Kelheim um Gemeinden der Landkreise Mainburg, Riedenburg und Rottenburg a.d.Laaber und die Gemeinde Painten des Landkreises Parsberg
- des Landkreises Kitzingen um die kreisfreie Stadt Kitzingen und Gemeinden der Landkreise Gerolzhofen, Scheinfeld und Uffenheim
- des Landkreises Kronach um Gemeinden des Landkreises Coburg und die Gemeinde Seibelsdorf des Landkreises Stadtsteinach und die Gemeinde Burkersdorf des Landkreises Lichtenfels
- des Landkreises Kulmbach um die kreisfreie Stadt Kulmbach, Gemeinden des Landkreises Stadtsteinach sowie die Gemeinde Wonsees des Landkreises Ebermannstadt
- des Landkreises Landsberg a.Lech um die kreisfreie Stadt Landsberg a.Lech, Gemeinden der Landkreise Kaufbeuren und Schongau und die Gemeinden Geltendorf und Hausen bei Geltendorf (Eingemeindung nach Geltendorf) des Landkreises Fürstenfeldbruck
- des Landkreises Landshut um Gemeinden der Landkreise Mainburg, Mallersdorf, Rottenburg a.d.Laaber und Vilsbiburg
- des Landkreises Lauf a.d.Pegnitz (später Landkreis Nürnberger Land) um den Landkreis Hersbruck, Gemeinden der Landkreise Forchheim und Nürnberg sowie die Gemeinden Neuhaus an der Pegnitz des Landkreises Eschenbach i.d.OPf. und Höfen des Landkreises Pegnitz
- des Landkreises Lichtenfels um Gemeinden des Landkreises Staffelstein und die Gemeinde Unterlangenstadt des Landkreises Kronach
- des Landkreises Lindau (Bodensee) um die kreisfreie Stadt Lindau (Bodensee)
- des Landkreises Marktoberdorf (später Landkreis Ostallgäu) um den Landkreis Füssen und Gemeinden des Landkreises Kaufbeuren
- des Landkreises Miesbach um die Gemeinde Otterfing des Landkreises Wolfratshausen
- des Landkreises Miltenberg um Gemeinden der Landkreise Marktheidenfeld und Obernburg a.Main
- des Landkreises Mindelheim (später Landkreis Unterallgäu) um Gemeinden der Landkreise Illertissen, Krumbach und Memmingen und die Gemeinde Schlingen des Landkreises Kaufbeuren (Eingemeindung nach Bad Wörishofen)
- des Landkreises Mühldorf a.Inn um Gemeinden des Landkreises Wasserburg a.Inn
- des Landkreises München um Gemeinden des Landkreises Wolfratshausen und die Gemeinde Helfendorf des Landkreises Bad Aibling
- des Landkreises Neuburg a.d.Donau (später Landkreis Neuburg-Schrobenhausen) um die kreisfreie Stadt Neuburg a.d.Donau und Gemeinden des Landkreises Schrobenhausen
- des Landkreises Neumarkt i.d.OPf. um die kreisfreie Stadt Neumarkt i.d.OPf. und um Gemeinden der Landkreise Beilngries, Hilpoltstein und Parsberg sowie die Gemeinde Dietfurt a.d.Altmühl des Landkreises Riedenburg
- des Landkreises Neustadt a.d.Aisch (später Landkreis Neustadt a.d.Aisch-Bad Windsheim) um Gemeinden der Landkreise Rothenburg ob der Tauber, Scheinfeld und Uffenheim
- des Landkreises Neustadt a.d.Waldnaab um die Landkreise Eschenbach i.d.Oberpfalz und Vohenstrauß
- des Landkreises Passau um den Landkreis Wegscheid und Gemeinden der Landkreise Griesbach i.Rottal und Vilshofen sowie der Gemeinde Pörndorf des Landkreises Eggenfelden (Eingemeindung nach Aldersbach)
- des Landkreises Pfaffenhofen a.d.Ilm um Gemeinden der Landkreise Ingolstadt und Schrobenhausen sowie die Gemeinde Larsbach des Landkreises Mainburg
- des Landkreises Regen um den Landkreis Viechtach und die Gemeinde Lohberg des Landkreises Kötzting
- des Landkreises Regensburg um Gemeinden der Landkreise Burglengenfeld, Mallersdorf, Parsberg und Rottenburg a.d.Laaber sowie die Gemeinde Bergmatting des Landkreises Kelheim (Eingemeindung nach Sinzing)
- des Landkreises Rosenheim um Gemeinden der Landkreise Bad Aibling und Wasserburg a.Inn
- des Landkreises Schweinfurt um Gemeinden der Landkreise Gerolzhofen, Hammelburg, Hofheim i.UFr. und Karlstadt
- des Landkreises Starnberg um Gemeinden des Landkreises Wolfratshausen
- des Landkreises Tirschenreuth um Gemeinden der Landkreise Kemnath und Neustadt a.d.Waldnaab
- des Landkreises Traunstein um die kreisfreie Stadt Traunstein und Gemeinden der Landkreise Laufen und Mühldorf a.Inn
- des Landkreises Weilheim i.OB (später Landkreis Weilheim-Schongau) um Gemeinden des Landkreises Schongau und die Gemeinde Ingenried des Landkreises Marktoberdorf
- des Landkreises Weißenburg i.Bay. (später Landkreis Weißenburg-Gunzenhausen) um die kreisfreie Stadt Weißenburg i.Bay. und Gemeinden der Landkreise Donauwörth, Gunzenhausen und Hilpoltstein
- des Landkreises Wunsiedel (später Landkreis Wunsiedel im Fichtelgebirge) um die kreisfreien Städte Marktredwitz und Selb sowie Gemeinden des Landkreises Rehau
- des Landkreises Würzburg um den Landkreis Ochsenfurt und Gemeinden der Landkreise Gerolzhofen, Karlstadt, Kitzingen und Marktheidenfeld

- 1973, 1. Mai:

Umbenennung
- des Landkreises Amberg in Landkreis Amberg-Sulzbach
- des Landkreises Augsburg-Ost in Landkreis Aichach-Friedberg
- des Landkreises Augsburg-West in Landkreis Augsburg
- des Landkreises Bad Neustadt a.d.Saale in Landkreis Rhön-Grabfeld
- des Landkreises Bad Reichenhall in Landkreis Berchtesgadener Land
- des Landkreises Bad Tölz in Landkreis Bad Tölz-Wolfratshausen
- des Landkreises Erlangen in Landkreis Erlangen-Höchstadt
- des Landkreises Freyung in Landkreis Freyung-Grafenau
- des Günzkreises in Landkreis Günzburg
- des Haßberg-Kreises in Landkreis Haßberge
- des Illerkreises in Landkreis Neu-Ulm
- des Landkreises Lauf a.d.Pegnitz in Landkreis Nürnberger Land
- des Landkreises Marktoberdorf in Landkreis Ostallgäu
- des Landkreises Mindelheim in Landkreis Unterallgäu
- des Landkreises Mittelmain in Landkreis Main-Spessart
- des Landkreises Neuburg a.d.Donau in Landkreis Neuburg-Schrobenhausen
- des Landkreises Neustadt a.d.Aisch in Landkreis Neustadt a.d.Aisch-Bad Windsheim
- des Landkreises Nördlingen-Donauwörth in Landkreis Donau-Ries
- des Landkreises Roth b.Nürnberg in Landkreis Roth
- des Landkreises Rottal in Landkreis Rottal-Inn
- des Landkreises Schwandorf i.Bay. in Landkreis Schwandorf
- des Landkreises Untere Isar in Landkreis Dingolfing-Landau
- des Landkreises Weilheim i.OB in Landkreis Weilheim-Schongau
- des Landkreises Weißenburg i.Bay. in Landkreis Weißenburg-Gunzenhausen
- des Landkreises Wunsiedel in Landkreis Wunsiedel i.Fichtelgebirge

- 1974, 1. Januar:

Vergrößerung
- der kreisfreien Stadt Würzburg um die Gemeinde Rottenbauer des Landkreises Würzburg
- des Landkreises Regensburg um die Gemeinde Wulkersdorf des Landkreises Schwandorf (Eingemeindung nach Bernhardswald)

- 1974, 1. Juli:

Vergrößerung
- der kreisfreien Stadt Landshut um die Gemeinde Frauenberg (Hauptteil) des Landkreises Landshut

- 1975, 1. Januar:

Vergrößerung
- des Landkreises Lichtenfels um die Gemeinde Freiberg des Landkreises Coburg (Eingemeindung nach Eggenbach)

- 1975, 1. April:

Vergrößerung
- der kreisfreien Stadt Aschaffenburg um die Gemeinde Gailbach des Landkreises Aschaffenburg

- 1976, März:

Vergrößerung
- des Landkreises Kronach um den Ortsteil Kleinlichtenhain der Gemeinde Lichtenhain bei Gräfenthal des Kreises Neuhaus am Rennweg, Bezirk Suhl, Deutsche Demokratische Republik (Eingliederung in die Gemeinde Kleintettau)

- 1976, 1. Juli:

Vergrößerung
- der kreisfreien Stadt Bayreuth um die Gemeinden Aichig, Oberpreuschwitz, Seulbitz und  Thiergarten des Landkreises Bayreuth
- der kreisfreien Stadt Coburg um die Gemeinde Neu- und Neershof des Landkreises Coburg
- der kreisfreien Stadt Memmingen um die Gemeinden Eisenburg, Dickenreishausen und Steinheim des Landkreises Unterallgäu
- der kreisfreien Stadt Würzburg um die Gemeinden Oberdürrbach und Unterdürrbach des Landkreises Würzburg
- des Landkreises Aschaffenburg um die Gemeinde Wiesen des Landkreises Main-Spessart
- des Landkreises Kronach um die Gemeinde Gössersdorf des Landkreises Kulmbach (Eingemeindung nach Weißenbrunn)
- des Landkreises Nürnberger Land um die Gemeinde Beerbach des Landkreises Erlangen-Höchstadt

- 1977, 1. Januar:

Vergrößerung
- der kreisfreien Stadt Coburg um die Gemeinde Bertelsdorf des Landkreises Coburg
- der kreisfreien Stadt Hof um die Gemeinde Leimitz des Landkreises Hof
- der kreisfreien Stadt Regensburg um die Gemeinden Burgweinting, Harting und Oberisling des Landkreises Regensburg
- des Landkreises Forchheim um die Gemeinde Rosenbach des Landkreises Erlangen-Höchstadt (Eingemeindung nach Neunkirchen a.Brand)
- des Landkreises Hof um die Gemeinden Gösmes und Enchenreuth des Landkreises Kulmbach (Eingemeindung nach Helmbrechts)

- 1978, 1. Januar:

Vergrößerung
- der kreisfreien Stadt Würzburg um die Gemeinden Lengfeld und Versbach des Landkreises Würzburg
- des Landkreises Coburg um die Gemeinde Neuensorg des Landkreises Lichtenfels (Eingemeindung nach Weidhausen b.Coburg)
- des Landkreises Kitzingen um die Gemeinde Ilmenau des Landkreises Bamberg (Eingemeindung nach Geiselwind)
- des Landkreises Neustadt a.d.Aisch-Bad Windsheim um die Gemeinde Bullenheim des Landkreises Kitzingen (Eingemeindung nach Ippesheim)

- 1978, 1. Mai:

Vergrößerung
- der kreisfreien Stadt Aschaffenburg um die Gemeinde Obernau des Landkreises Aschaffenburg
- der kreisfreien Stadt Hof um die Gemeinde Wölbattendorf des Landkreises Hof
- der kreisfreien Stadt Memmingen um die Gemeinde Volkratshofen des Landkreises Unterallgäu
- der kreisfreien Stadt Rosenheim um die Gemeinden Aising, Pang und Westerndorf St. Peter des Landkreises Rosenheim
- der kreisfreien Stadt Weiden i.d.OPf. um die Gemeinde Rothenstadt des Landkreises Neustadt a.d.Waldnaab
- des Landkreises Bamberg um die Gemeinde Schlüsselfeld des Landkreises Erlangen-Höchstadt
- des Landkreises Cham um die Gemeinde Lohberg des Landkreises Regen
- des Landkreises Eichstätt um die Gemeinde Ensfeld des Landkreises Donau-Ries (Eingemeindung nach Mörnsheim)
- des Landkreises Freising um die Gemeinde Notzing (Hauptteil) des Landkreises Erding (Eingemeindung nach Hallbergmoos)
- des Landkreises Günzburg um die Gemeinden Ettlishofen und Silheim des Landkreises Neu-Ulm (Eingemeindung nach Bibertal)
- des Landkreises Kitzingen um die Gemeinde Gnodstadt des Landkreises Würzburg (Eingemeindung nach Marktbreit)
- des Landkreises Landshut um die Gemeinde Bruckberg des Landkreises Freising (Eingemeindung nach Buchbach)
- des Landkreises Mühldorf a.Inn um die Gemeinde Felizenzell des Landkreises Landshut (Eingemeindung nach Buchbach)
- des Landkreises Neuburg-Schrobenhausen um die Gemeinden Ammerfeld und Emskeim des Landkreises Donau-Ries (Eingemeindung nach Rennertshofen)
- des Landkreises Neustadt a.d.Aisch-Bad Windsheim um die Gemeinde Gleißenberg des Landkreises Erlangen-Höchstadt (Eingemeindung nach Burghaslach)
- des Landkreises Rhön-Grabfeld um die Gemeinde Burglauer des Landkreises Bad Kissingen
- des Landkreises Schwandorf um die Gemeinde Ponholz des Landkreises Regensburg (Eingemeindung nach Maxhütte-Haidhof)
- des Landkreises Straubing-Bogen um die Gemeinde Großenpinning des Landkreises Dingolfing-Landau
- des Landkreises Unterallgäu um die Gemeinden Babenhausen und Kettershausen des Landkreises Neu-Ulm sowie die Gemeinde Traunried des Landkreises Augsburg

## 1982 bis 2023
- 1982, 1. Januar:

Vergrößerung
- der kreisfreien Stadt Landshut um Teile der Gemeinde Essenbach des Landkreises Landshut

- 1994, 1. Januar:

Vergrößerung
- des Landkreises Aichach-Friedberg um die Gemeinde Baar (Schwaben) des Landkreises Augsburg (Ausgliederung aus der Gemeinde Thierhaupten und Bildung einer selbständigen Gemeinde)

- 2005, 1. März:

Vergrößerung
- des Landkreises Schwandorf um einen Teil des gemeindefreien Gebiets Freihölser Forst des Landkreises Amberg-Sulzbach

- 2011, 1. Januar:

Vergrößerung
- des Landkreises Miesbach um einen Teil des gemeindefreien Gebietes Hofoldinger Forst des Landkreises München

- 2013, 1. November:

Vergrößerung
- des Landkreises Cham um einen Teil des gemeindefreien Gebietes Einsiedler und Walderbacher Forst des Landkreises Schwandorf

- 2017, 1. Januar:

Vergrößerung
- des Landkreises Cham um einen Teil des gemeindefreien Gebietes Östlicher Neubäuer Forst des Landkreises Schwandorf

- 2023, 1. Juni:

Vergrößerung
- des Landkreises Bayreuth um einen Teil des gemeindefreien Gebietes Heinersreuther Forst des Landkreises Neustadt an der Waldnaab sowie einen in die Gemeinde Prebitz umgegliederten Teil des Marktes Kirchenthumbach des Landkreises Neustadt an der Waldnaab

## Anzahl der Stadt- und Landkreise
| Datum             | Kreisunmittelbare Städte kreisfreie Städte Veränderung | Bezirksämter Landkreise Veränderung | Kreisunmittelbare Städte kreisfreie Städte Anzahl | Bezirksämter Landkreise Anzahl |
| ----------------- | ------------------------------------------------------ | ----------------------------------- | ------------------------------------------------- | ------------------------------ |
| 1862              |                                                        |                                     | 29                                                | 154                            |
| 1. Juli 1862      | + 1                                                    | 0                                   | 30                                                | 154                            |
| 16. Juli 1863     | + 1                                                    | 0                                   | 31                                                | 154                            |
| 15. April 1868    | 0                                                      | − 1                                 | 31                                                | 153                            |
| 1. April 1870     | + 1                                                    | 0                                   | 32                                                | 153                            |
| 1. August 1870    | + 1                                                    | 0                                   | 33                                                | 153                            |
| 1872              | 0                                                      | − 2                                 | 33                                                | 151                            |
| 1. April 1872     | + 1                                                    | 0                                   | 34                                                | 151                            |
| 1. Juli 1876      | + 1                                                    | 0                                   | 35                                                | 151                            |
| 1. Juni 1877      | + 1                                                    | 0                                   | 36                                                | 151                            |
| 1. Januar 1878    | + 1                                                    | 0                                   | 37                                                | 151                            |
| 1. Oktober 1879   | + 1                                                    | 0                                   | 38                                                | 151                            |
| 1. Januar 1880    | 0                                                      | − 4                                 | 38                                                | 147                            |
| 1886              | 0                                                      | + 1                                 | 38                                                | 148                            |
| 1888              | 0                                                      | + 2                                 | 38                                                | 150                            |
| 1. Januar 1889    | + 1                                                    | 0                                   | 39                                                | 150                            |
| 1. Januar 1890    | + 1                                                    | 0                                   | 40                                                | 150                            |
| 1. März 1891      | + 1                                                    | 0                                   | 41                                                | 150                            |
| 1. Oktober 1897   | + 1                                                    | 0                                   | 42                                                | 150                            |
| (1. Januar) 1900  | 0                                                      | + 4                                 | 42                                                | 154                            |
| 1. Oktober 1900   | 0                                                      | + 1                                 | 42                                                | 155                            |
| 1901              | 0                                                      | + 1                                 | 42                                                | 156                            |
| (1. Oktober) 1902 | 0                                                      | + 4                                 | 42                                                | 160                            |
| 1. Januar 1903    | + 1                                                    | 0                                   | 43                                                | 160                            |
| (1. Januar) 1908  | + 1                                                    | + 2                                 | 44                                                | 162                            |
| 1. Januar 1910    | + 1                                                    | 0                                   | 45                                                | 162                            |
| 1. Januar 1919    | + 1                                                    | 0                                   | 46                                                | 162                            |
| 1. Juli 1919      | + 1                                                    | 0                                   | 47                                                | 162                            |
| 1. Dezember 1919  | + 1                                                    | 0                                   | 48                                                | 162                            |
| 1. Januar 1920    | + 1                                                    | 0                                   | 49                                                | 162                            |
| 1. März 1920      | + 7                                                    | 0                                   | 56                                                | 162                            |
| 1. Juli 1920      | + 1                                                    | − 1                                 | 57                                                | 161                            |
| 1. Februar 1922   | + 1                                                    | 0                                   | 58                                                | 161                            |
| (1. April) 1929   | + 1                                                    | − 1                                 | 59                                                | 160                            |
| 1. Oktober 1929   | 0                                                      | − 2                                 | 59                                                | 158                            |
| (1. Juni) 1931    | 0                                                      | − 2                                 | 59                                                | 156                            |
| 25. März 1939     | 0                                                      | + 3                                 | 59                                                | 159                            |
| 1. April 1940     | − 30                                                   | 0                                   | 29                                                | 159                            |
| 1945              | 0                                                      | − 4                                 | 29                                                | 155                            |
| 20. Oktober 1945  | + 1                                                    | 0                                   | 30                                                | 155                            |
| 8. Februar 1946   | + 1                                                    | 0                                   | 31                                                | 155                            |
| 1. April 1946     | + 1                                                    | 0                                   | 32                                                | 155                            |
| 7. Juni 1946      | + 1                                                    | 0                                   | 33                                                | 155                            |
| 1947              | − 7                                                    | − 13                                | 26                                                | 142                            |
| 1. April 1948     | + 17                                                   | 0                                   | 43                                                | 142                            |
| 1. April 1949     | + 4                                                    | 0                                   | 47                                                | 142                            |
| 23. Mai 1949      |                                                        |                                     | 47                                                | 142                            |
| 1. September 1955 | + 1                                                    | + 1                                 | 48                                                | 143                            |
| 1. Juli 1972      | − 23                                                   | − 72                                | 25                                                | 71                             |
| heute             |                                                        |                                     | 25                                                | 71                             |